# Eigentliche Pirole
Die Eigentlichen Pirole (Oriolus) sind eine Gattung der Pirole (Oriolidae) innerhalb der Singvögel (Passeri). Die 30 bunt gefärbten Arten sind in der Alten Welt und in Australien in tropischen und subtropischen Gebieten verbreitet. Nur der Pirol (Oriolus oriolus) lebt auch in Europa.

## Beschreibung
Die Vertreter der Gattung Oriolus sind rund 25 cm groß und es besteht ein ausgeprägter Sexualdimorphismus. Die Männchen sind auffällig gelbschwarz oder rotschwarz gefärbt, während die unscheinbareren Weibchen über ein graugrünes Federkleid verfügen.

## Lebensweise
Eigentliche Pirole sind Baumbewohner in Wäldern, Parks und Obstgärten. Sie ernähren sich von Insekten, Früchten und Beeren. Die zwei bis fünf Eier werden in ein geflochtenes Nest in einer Astgabel gelegt.

## Systematik und Etymologie
Die Gattung Oriolus wurde 1766 durch Carl von Linné in der 12. Auflage von Systema Naturae eingeführt.
Der Gattungsname kommt wohl vom altfranzösischen Oriol bzw. Oryol, welches den typischen Ruf des Pirols wiedergeben soll. Eine andere Theorie besagt, dass sich der Name vom lateinischen aureolus ableitet, was „golden“ bedeutet und auf die leuchtend gelbe Farbe des Pirols anspielt.

### Arten

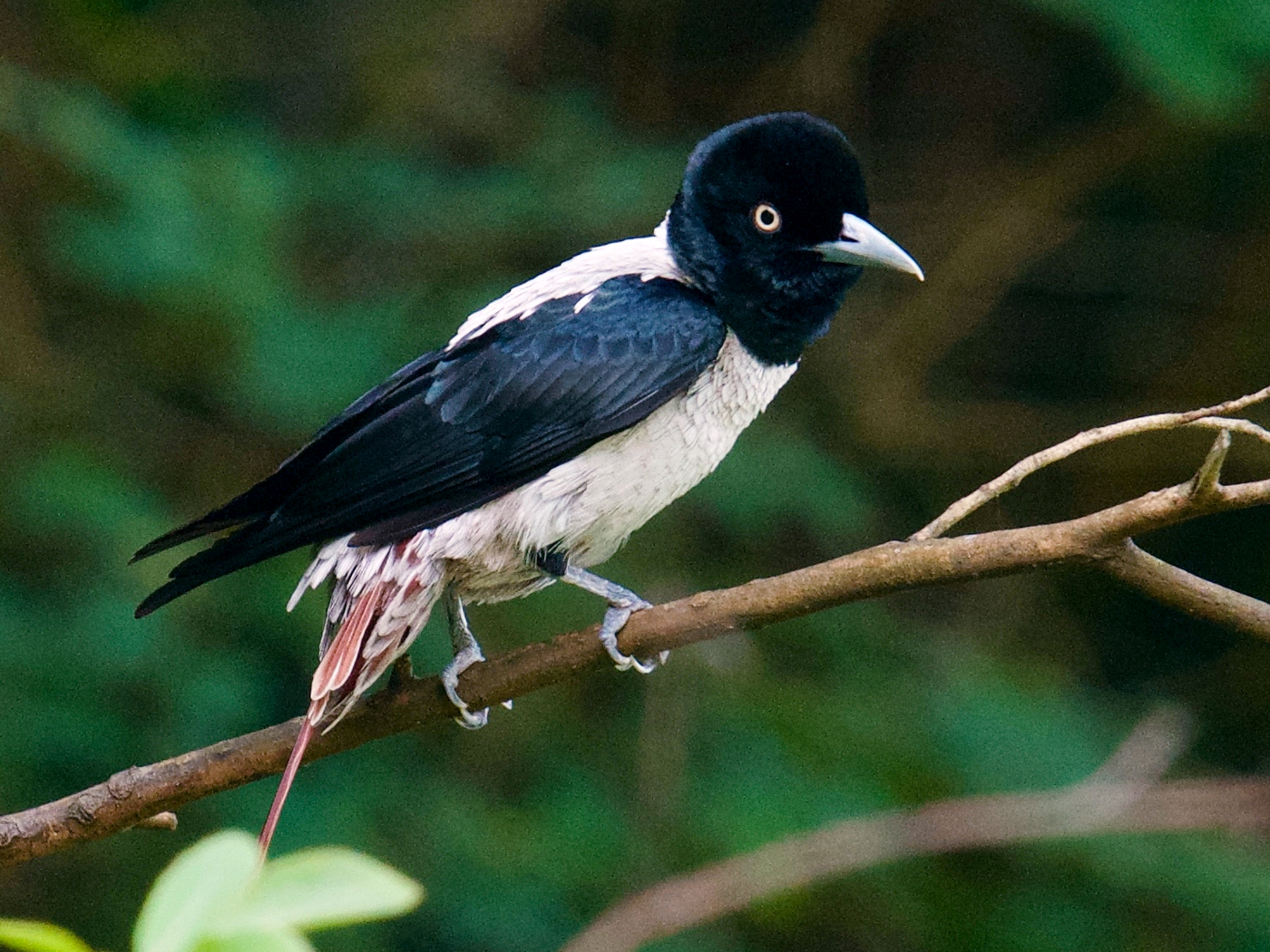
Seidenpirol

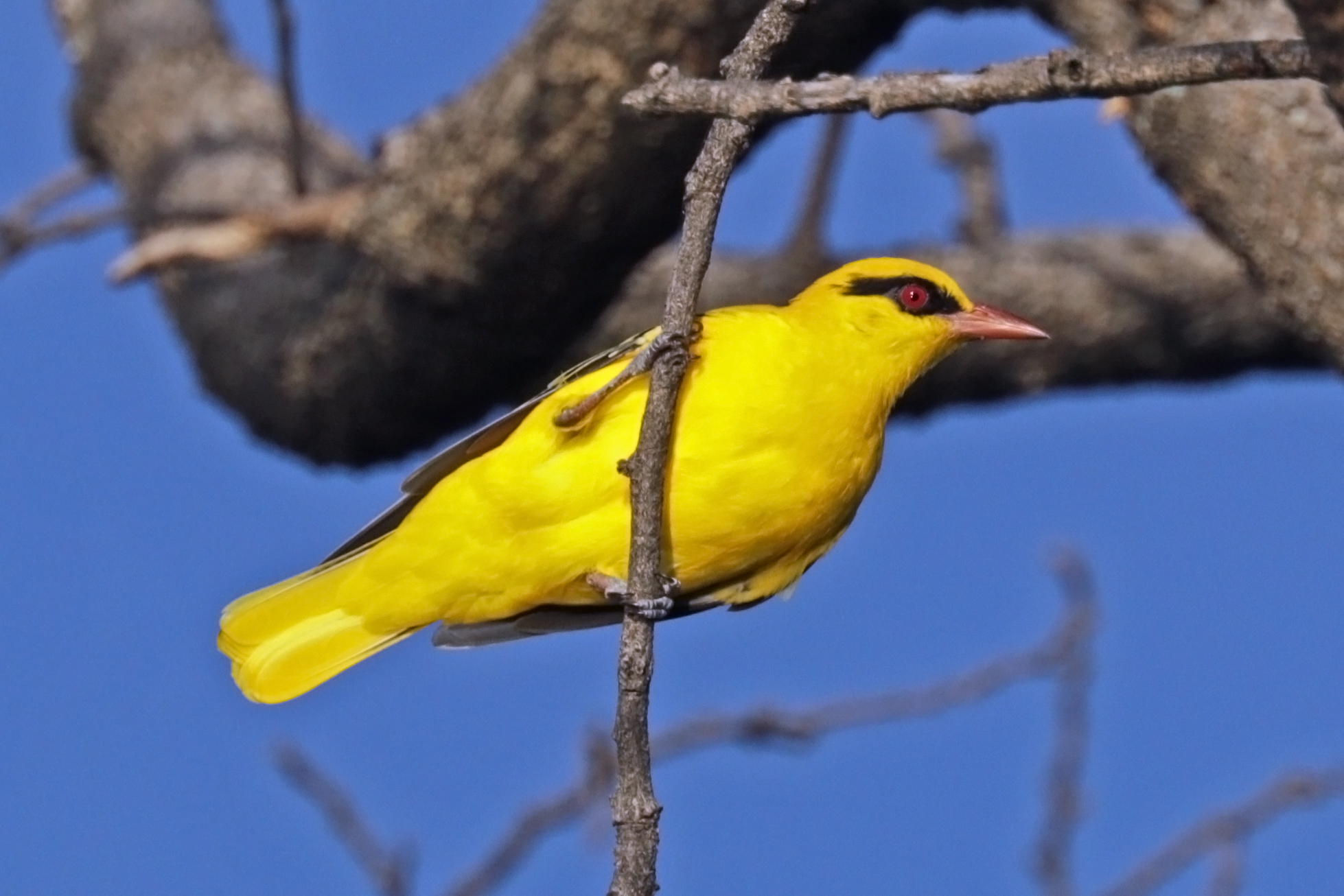
Schwarzohrpirol

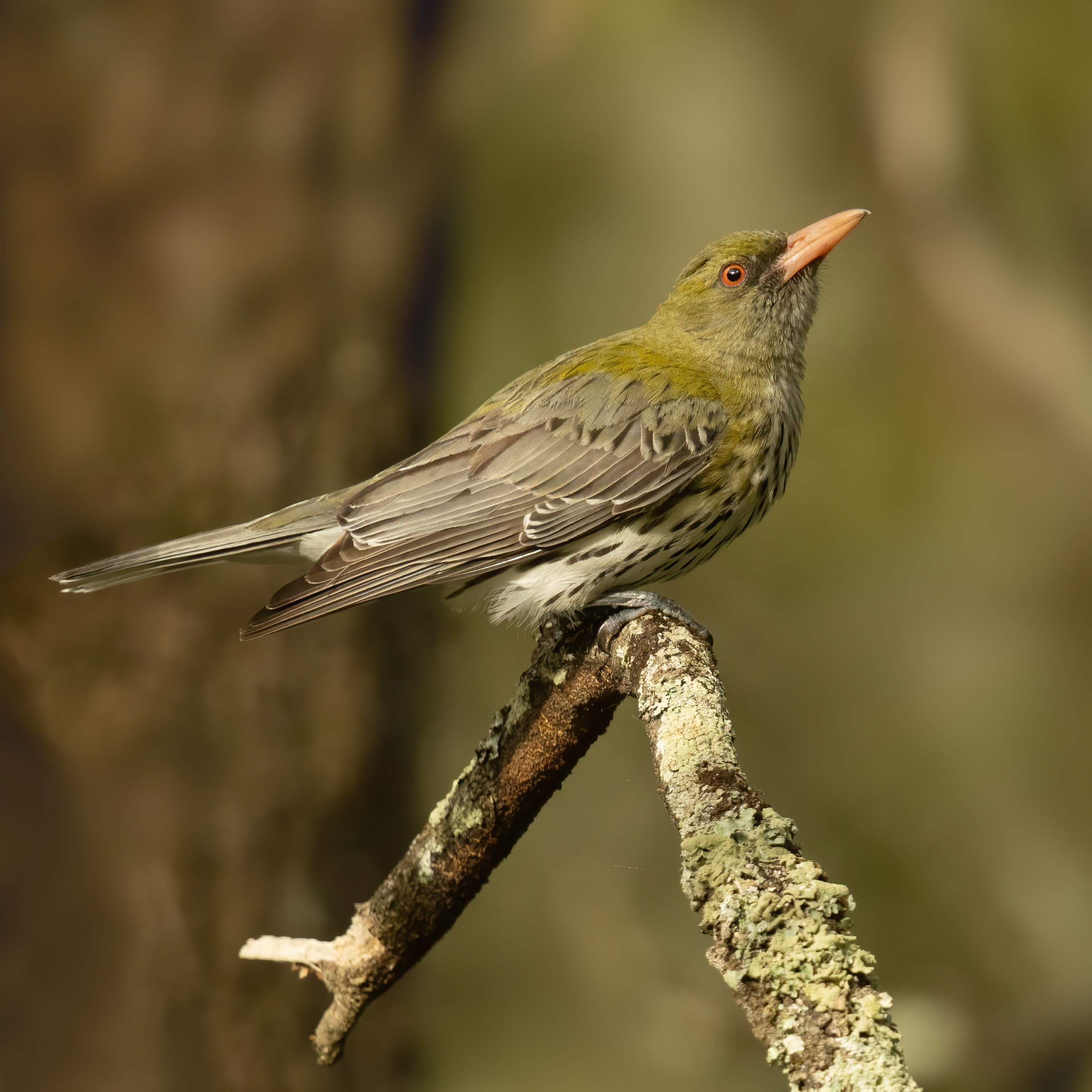
Streifenpirol

Die Gattung umfasst nach heutigem Stand 30 Arten:
- Weißzügelpirol (Oriolus albiloris Ogilvie-Grant, 1894)
- Schwarzohrpirol (Oriolus auratus Vieillot, 1817)
- Burupirol (Oriolus bouroensis (Quoy & Gaimard, 1832))
- Dschungelpirol (Oriolus brachyrynchus Swainson, 1837)
- Schwarznackenpirol (Oriolus chinensis Linnaeus, 1766)
- Grünkopfpirol (Oriolus chlorocephalus Shelley, 1896)
- São-Tomé-Pirol (Oriolus crassirostris Hartlaub, 1857)
- Rotbrustpirol (Oriolus cruentus (Wagler, 1827))
- Taminbarpirol (Oriolus decipiens (Sclater, P.L., 1883))
- Braunkehlpirol (Oriolus finschi Hartert, E., 1904), ehemalige Unterart von O. melanotis, gilt seit 2019 als eigene Art[5]
- Mangrovepirol (Oriolus flavocinctus (King, P.P., 1826))
- Forstenpirol (Oriolus forsteni (Bonaparte, 1850))
- Mohrenpirol (Oriolus hosii Sharpe, 1892)
- Isabellpirol (Oriolus isabellae Ogilvie-Grant, 1894)
- Indienpirol (Oriolus kundoo Sykes, 1832), ehemalige Unterart von O. oriolus, gilt seit 2005 als eigene Art
- Maskenpirol (Oriolus larvatus Lichtenstein, M.H.K., 1823)
- Seidenpirol (Oriolus mellianus Stresemann, 1922)
- Sundapirol (Oriolus melanotis (Bonaparte, 1850))
- Mönchspirol (Oriolus monacha (Gmelin, J.F., 1789))
- Pirol (Oriolus oriolus (Linnaeus, 1758))
- Schwarzflügelpirol (Oriolus nigripennis Verreaux, J. & Verreaux, É., 1855)
- Bergpirol (Oriolus percivali Ogilvie-Grant, 1903)
- Halmaherapirol (Oriolus phaeochromus Gray, G.R., 1861)
- Streifenpirol (Oriolus sagittatus (Latham, 1801))
- Philippinenpirol (Oriolus steerii Sharpe, 1877)
- Grantpirol (Oriolus szalayi (Madarász, 1900))
- Schmalschnabelpirol (Oriolus tenuirostris Blyth, 1846)
- Blutpirol (Oriolus traillii (Vigors, 1832))
- Gelbmantelpirol (Oriolus xanthonotus Horsfield, 1821)
- Schwarzkopfpirol (Oriolus xanthornus (Linnaeus, 1758))

Die deutschen Namen der Arten entstammen Avibase.

## Gefährdung
Von den 30 Arten der Gattung listet die Rote Liste gefährdeter Arten der IUCN 24 als nicht gefährdet (Least Concern), zwei als potenziell gefährdet (Near Threatened), eine als gefährdet (Vulnerable), eine als stark gefährdet (Endangered) und eine als vom Aussterben bedroht (Critically Endangered). Bei der letzten Art, dem Rotbrustpirol, kann aufgrund der unzureichenden Datengrundlage keine Einstufung vorgenommen werden (Data Deficient).
Bei nur einer Art wachsen die Bestände. Bei zwölf Arten wird von einer stabilen Population ausgegangen. Bei weiteren zwölf Arten sinken die Bestände sogar. Für die restlichen fünf Arten liegen keine ausreichenden Daten zur Einschätzung der Bestandsänderung vor.